# Zbure
Zbure – wieś w Słowenii, w gminie Šmarješke Toplice. W 2018 roku liczyła 164 mieszkańców.